# Doppio taglio
Doppio taglio (Jagged Edge) è un film del 1985 diretto da Richard Marquand.

## Trama
Jack Forrester è un direttore di giornale le cui fortune dipendono in buona parte dalla moglie miliardaria. Quando questa viene uccisa brutalmente con la stessa modalità usata da un serial killer che opera nella zona, il procuratore Krasny sospetta immediatamente di lui, convinto che i precedenti delitti servissero a coprire quello della moglie, perché era sul punto di lasciarlo. L'avvocatessa Barnes, convinta dell'innocenza del giornalista, ne accetta la difesa, e nel corso del processo se ne innamora. Riuscirà a far assolvere il suo assistito, ma scoprirà suo malgrado che è proprio lui il serial killer che tutti cercano.